# Yeovil
Yeovil est une ville du Royaume-Uni, chef-lieu du district non-métropolitain de South Somerset, dans le comté de Somerset. Les découvertes archéologiques laissent à penser que la ville était habitée dès l'âge du bronze. Centre du gant et du cuir depuis le XIVe siècle, puis connue pour le travail du lin, Yeovil présente aujourd'hui l'aspect d'une petite ville agréable qui a conservé quelques maisons georgiennes et de vieilles auberges, dans Princess Street, Silver Street et High Street. Yeovil possède l'église Saint-Jean-Baptiste (en). Cette église perpendiculaire hérissée de pinacles, fut construite (1380-1400) avec la pierre ocre-fauve et gris-brun extraite de la colline Ham (à 7 miles de Yeovil). De solides contreforts soutiennent le clocher de 27 mètres. L'église est remarquable pour ses fenêtres, ses clés de voûte sculptées de visages et de masques, sa crypte soutenue par un pilier central octogonal, son lutrin du XVe siècle et ses fonts baptismaux. Le nom de Yeovil a été mentionné sous le nom de "Gifle", dérivé du nom celtique gifl (ce qui signifie rivière fourchue), ancien nom de la rivière Yeo. La ville a été enregistrée dans le Domesday Book comme Givele, une communauté de marché prospère[réf. nécessaire].

## Divers
Une base aérienne de la Royal Navy, RNAS Yeovilton (HMS Heron), se situe à proximité. L'Helicopter division de Leonardo-Finmeccanica (ex AgustaWestland) fabrique des hélicoptères.
Le club de football Yeovil Town Football Club est basé à Yeovil, dans le stade de Huish Park. Le club évolue en cinquième division du championnat d'Angleterre.

## Jumelage
- Herblay (France) depuis 1984

## Personnalités liées à Yeovil
- Michael Davies, (1936-2004), écrivain, qui y est né.
- Martin Cranie (1986-), footballeur, qui y est né.
- Samuel Weale (1982-), pentathlonien, qui y est né.
- Ian Botham (1955-), joueur de cricket, qui y a grandi.
- Jim Cregan (1946-), guitariste de Rod Stewart, qui y est né.
- John Parish (1959-), musicien de rock, qui y est né.
- Sarah Parish (1968-), actrice, sœur du précédént, qui y est née.
- PJ Harvey (1969-), musicienne de rock, qui y a grandi.
- Chris Weale (1982-), footballeur, qui y est né.
- Hugh Banton (1949-), organiste et facteur d'orgue, qui y est né.